# Abd ar-Rahman al-Dschabarti

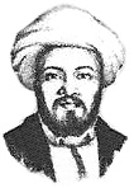
Abd ar-Rahman al-Dschabarti

Abd ar-Rahman ibn Hasan Burhan ad-Din al-Dschabarti (arabisch عبد الرحمن بن حسن برهان الدين الجبرتي, DMG ʿAbd ar-Raḥmān b. Ḥasan Burhān ad-Dīn al-Ǧabartī; * um 1753 wohl in Kairo; † 1825 ebenda) war ein somalisch-ägyptischer Gelehrter und Historiker. Bekannt wurde er durch sein Werk über die ägyptische Geschichte der Neuzeit, in dem er als Augenzeuge Napoleons Ägyptische Expedition (1798–1801) und die Machtergreifung Muhammad Ali Paschas (1803–1807) beschreibt.

## Leben und Werk
Über das Leben von Abd ar-Rahman al-Dschabarti ist wenig bekannt. Er entstammte als Sohn des in Kairo lebenden somalischen Mathematikers und Theologen Hassan al-Dschabarti († 1774) einer einflussreichen Familie islamischer Religionsgelehrter (ʿUlamā'), die Verbindungen zur politischen Elite Ägyptens besaß. Er studierte die muslimische Religion sowie das islamische Recht und erhielt den Titel eines Scheich. Unter anderem besuchte er die Azhar-Universität in Kairo. Durch die Beziehungen seiner Familie machte er die Bekanntschaft der bedeutenden Gelehrten al-Muradi und al-Murtada, die ihn zur Abfassung eines Werks über die ägyptische Geschichte ermunterten.
Einen tiefen Einschnitt im Leben al-Dschabartis stellte der Einfall der französischen Streitkräfte unter Napoleon in Ägypten (1798) dar. Er verfasste darüber die 1799 fertiggestellte Schrift mit dem arabischen Titel Tarikh muddat al-faransis bi-misr (Geschichte der Zeit der französischen Besetzung Ägyptens), in der er die ersten sieben Monate von Napoleons Einfall in das Nilland beschreibt, die moralische Verdorbenheit der Franzosen kritisiert und seinen Ärger über die Invasion ausdrückt. Während der Administration des Generals Kléber, der nach Napoleons Abreise im August 1799 das Oberkommando in Ägypten übernommen hatte, war al-Dschabarti Mitglied des aus angesehenen ägyptischen Persönlichkeiten zusammengesetzten Staatsrats (Diwan) von Kairo, der zwischen den französischen Besatzern und den Einheimischen vermitteln sollte. 1807 begab sich al-Dschabarti anlässlich der Thronbesteigung des türkischen Sultans Mustafa IV. nach Konstantinopel, und dieser Machthaber ließ al-Dschabartis Werk ins Türkische übersetzen.
Später verfasste al-Dschabarti ein wesentlich umfangreicheres Geschichtswerk in arabischer Sprache unter dem Titel Aja'ib al-athar fi al-tarajim wa-l-akhbar (Die wunderbaren Chroniken in Form von Biographien und Ereignissen). Darin wird die ägyptische Geschichte von 1688 bis 1821 dargestellt; und Napoleons Ägyptenexpedition macht in dem Werk nur eine Episode aus. In den 1870er Jahren wurde es wegen der kritischen Darstellung der Reformen Muhammed Ali Paschas vorübergehend in Ägypten verboten. Nach der Aufhebung des Verbots wurde es 1880 in Bulaq bei Kairo gedruckt.
Als einer der ersten Muslime erkannte al-Dschabarti die Bedeutung des Modernisierungsschubs, der mit der französischen Okkupation Ägyptens einherging. Er war über die Kluft zwischen dem westlichen und islamischen Wissen schockiert. Zwar anerkannte er manche Fortschritte der Europäer, etwa auf dem Gebiet der Militärtechnik, verabscheute aber die republikanischen Werte der Französischen Revolution wie Freiheit, Gleichheit, Brüderlichkeit. Er war von der Überlegenheit der islamischen Offenbarung (Wahi) über den europäischen Rationalismus sowie dem letztendlichen Triumph des Islam über den Westen überzeugt.